# Reinhard Meßner
Reinhard Meßner (* 24. Juni 1960 in Judenburg) ist ein österreichischer römisch-katholischer Theologe und Liturgiewissenschaftler.

## Leben
Meßner studierte von 1978 bis 1987 Katholische Theologie an der Katholisch-Theologischen Fakultät der Universität Graz. Am 15. Dezember 1987 wurde er mit einer Arbeit zu einem liturgiewissenschaftlichen Vergleich der Messreform Martin Luthers und der Eucharistie der Alten Kirche zum Dr. theol. promoviert. 1988 empfing er die Priesterweihe für die Diözese Graz-Seckau. Es schloss sich ein Habilitationsstudium in Innsbruck an, das Meßner 1994 mit der Habilitation im Fach Liturgiewissenschaft abschloss. Von 1992 bis 1996 war er wissenschaftlicher Assistent am Institut für Liturgiewissenschaft der Katholisch-Theologischen Fakultät der Universität Innsbruck. Seit dem 1. März 1996 lehrt er als ordentlicher Professor für Liturgiewissenschaft in Innsbruck.
Die Tätigkeitsschwerpunkte Reinhard Meßners liegen in der Erforschung der Geschichte des christlichen Gottesdienstes in der Spätantike, der Geschichte und Theologie des eucharistischen Hochgebetes und dem Wandel des Liturgieverständnisses in Altertum und Mittelalter. Außerdem widmet er sich der liturgischen Tradition in systematisch-theologischer und ökumenischer Perspektive, der Gestalt und Theologie des Gottesdienstes in der Wittenberger Reformation und der Geschichte von Theologie und Praxis der Buße. Schließlich ist ihm die Stellung des Fachs „Liturgiewissenschaft“ im Ganzen der Theologie ein wichtiges Anliegen.
Reinhard Meßner ist Mitherausgeber der „Österreichischen Studien zur Liturgiewissenschaft und Sakramententheologie“ (Austrian Studies of Liturgy and Sacramental Theology) und des liturgiewissenschaftlichen Handbuchs „Gottesdienst der Kirche“.

## Mitgliedschaften
- Abt-Herwegen-Institut, Maria Laach (Sektion für die Herausgabe des „Archiv für Liturgiewissenschaft“)
- Liturgische Kommission für Österreich
- Internationale Arbeitsgemeinschaft der Liturgischen Kommissionen im deutschen Sprachgebiet

## Veröffentlichungen (Auswahl)
- Die Messreform Martin Luthers und die Eucharistie der Alten Kirche. Ein Beitrag zu einer systematischen Liturgiewissenschaft. Tyrolia, Innsbruck, Wien 1989, ISBN 978-3-7022-1699-3 (= Dissertation).
- Feiern der Umkehr und Versöhnung. In: Sakramentliche Feiern I/2. (Der Gottesdienst der Kirche. Handbuch der Liturgiewissenschaft, Teil 7.2) Pustet, Regensburg 1992, ISBN 978-3-7917-1334-2, S. 9–240.
- Als Herausgeber: Bewahren und Erneuern. Studien zur Messliturgie. Festschrift für Hans Bernhard Meyer SJ zum 70. Geburtstag. Tyrolia, Innsbruck, Wien 1995, ISBN 978-3-7022-1968-0.
- Als Herausgeber mit Wolfgang G. Schöpf: Hans Bernhard Meyer, Zur Theologie und Spiritualität des christlichen Gottesdienstes. Ausgewählte Aufsätze. (= Liturgica Oenipontana, 1) LIT-Verlag, Münster, Hamburg, Berlin, Wien, London, Zürich 2000, ISBN 3-8258-4526-5.
- Einführung in die Liturgiewissenschaft. (= UTB 2173) Schöningh, Paderborn, München, Wien, Zürich 2001, ISBN 3-506-99473-5; 2., überarbeitete Auflage 2009, ISBN 978-3-8252-2173-7.
- Liturgiewissenschaftliche Anmerkungen zum Verhältnis von Taufe und Eucharistiegemeinschaft. In: Silvia Hell, Lothar Lies (Hrsg.): Taufe und Eucharistiegemeinschaft. Ökumenische Perspektiven und Probleme. Tyrolia, Innsbruck, Wien 2002, ISBN 3-7022-2426-2, S. 19–34.
- Reformen des Gottesdienstes in der Wittenberger Reformation. In: Martin Klöckener, Benedikt Kranemann (Hrsg.): Liturgiereformen. Historische Studien zu einem bleibenden Grundzug des christlichen Gottesdienstes. Teil I: Biblische Modelle und Liturgiereformen von der Frühzeit bis zur Aufklärung. Festschrift für Angelus A. Häußling. Aschendorff, Münster: 2002, ISBN 3-402-04067-0, S. 381–416.
- Edition aus dem Nachlass, zusammen mit Gregor W. Schöpf: Hansjörg Auf der Maur: Die Osterfeier in der alten Kirche. Mit einem Beitrag von Clemens Leonhard. (= Liturgica Oenipontana, 2) LIT-Verlag, Münster, Hamburg, Berlin, Wien, London, Zürich 2003, ISBN 3-8258-6048-5.
- Der Gottesdienst in der vornizänischen Kirche. In: Jean-Marie Mayeur (Hrsg.): Geschichte des Christentums. Religion, Politik, Kultur. Herder, Freiburg i. Br., Basel 2003, ISBN 3451222515, Bd. 1, S. 340–441.
- Die Freiheit zum Lobpreis des Namens: Identitätsstiftung im eucharistischen Hochgebet und in verwandten jüdischen Gebeten. In: Albert Gerhards, Andrea Doeker, Peter Ebenbauer (Hrsg.): Identität durch Gebet; zur Gemeinschaftsbildenden Funktion institutionalisierten Betens in Judentum und Christentum. Schöningh, Paderborn 2003, S. 371–411.
- Die vielen gottesdienstlichen Überlieferungen und die eine liturgische Tradition. Liturgiewissenschaft zwischen historischer und systematischer Theologie. In: Helmut Hoping, Birgit Jeggle-Merz: Liturgische Theologie. Aufgaben systematischer Liturgiewissenschaft. Schöningh, Paderborn, München, Wien, Zürich 2004, ISBN 3-506-71707-3, S. 33–56.
- Grundlinien der Entwicklung des eucharistischen Gebets in der frühen Kirche. In: Albert Gerhards, Heinzgerd Brakmann, Martin Klöckener (Hrsg.): Prex Eucharistica. Volumen III: Studia. Pars prima: Ecclesia antiqua et occidentalis. (= Specilegium Friburgense. Texte zur Geschichte des kirchlichen Lebens, 42) Academic Press, Fribourg 2005, ISBN 3-7278-1487-X, S. 3–41.
- Als Herausgeber mit Rudolf Pranzl: Haec sacrosancta synodus. Konzils- und kirchengeschichtliche Beiträge. Pustet, Regensburg 2006, ISBN 978-3-7917-1963-4.
- Als Herausgeber mit Andreas Vonach: Volk Gottes als Tempel. (= Synagoge und Kirchen, 1) LIT-Verlag, Münster, Hamburg, Berlin, Wien, London, Zürich 2008, ISBN 978-3-7000-0809-5.
- Was ist eine Doxologie? In: Bert Groen, Benedikt Kranemann (Hrsg.): Liturgie und Trinität. (= Quaestiones disputatae, 229), Herder, Freiburg i. Br., Basel 2008, ISBN 978-3-451-02229-6, S. 129–160.
- Die priesterliche Dimension des Bischofsamtes nach dem Zeugnis der liturgischen Tradition. In: Silvia Hell, Andreas Vonach: Priestertum und Priesteramt. Historische Entwicklungen und gesellschaftlich-soziale Implikationen. (= Synagoge und Kirchen, 2) LIT-Verlag, Münster, Hamburg, Berlin, Wien, London, Zürich 2012, ISBN 978-3-8258-0943-0, S. 239–270.
- Einige Defizite in der Performance der Eucharistie. In: Stephan Wahle, Helmut Hoping, Winfried Haunerland: Römische Messe und Liturgie in der Moderne. Herder, Freiburg i. Br, Basel 2013, ISBN 978-3-451-30908-3, S. 305–345.
- Die äthiopische Jakobosanaphora. Neuedition mit annotierter Übersetzung. In: Diliana Atanassova, Tinatin Chronz: SYNAXIS KATHOLIKE. Beiträge zu Gottesdienst und Geschichte der fünf altkirchlichen Patriarchate für Heinzgerd Brakmann zum 70. Geburtstag. (= orientalia – patristica – oecumenica, 6) LIT-Verlag, Münster, Hamburg, Berlin, Wien, London, Zürich 2014, ISBN 978-3-643-50552-1, S. 477–534.